# 峰岸真琴
峰岸 真琴（みねぎし まこと、1956年12月 - ）は、日本の言語学者。東京外国語大学名誉教授。専門は、言語学、言語基礎論、言語類型論。元文部科学省グローバルCOEプログラム「コーパスに基づく言語学教育研究拠点」の事業推進者（拠点リーダー）。

## 略歴
- 1979年3月 - 東京大学文学部卒業
- 1981年3月 - 東京大学大学院人文科学研究科言語学専修 修士課程修了
- 1986年3月 - 東京大学大学院人文科学研究科言語学専修 博士課程単位取得退学
- 1986年4月 - 東京大学文学部 助手
- 1987年4月 - 東京外国語大学アジア・アフリカ言語文化研究所 助手
- 1992年11月 - 東京外国語大学アジア・アフリカ言語文化研究所 助教授
- 2002年4月 - 東京外国語大学アジア・アフリカ言語文化研究所 教授
- 2022年3月 - 東京外国語大学定年退職、名誉教授